# Lípa v Šumné u Litvínova
Lípa v Šumné u Litvínova je památkově chráněná lípa malolistá v osadě Šumná u Litvínova v okrese Most. Je jedním ze dvou chráněných stromů, které rostou v dolní části osady v parku, který kdysi patřil k vile textilního průmyslníka Rieckena. Strom byl vysazen při založení parku před cca 150 lety. Obvod jeho kmene činí 2,8 m a výška 28 m.

## Další vzácné stromy na Mostecku
- Albrechtický dub – zaniklý chráněný dub u bývalé obce Albrechtice
- Borovice Schwerinova v Mostě – chráněný strom
- Dub pod Resslem – chráněný strom
- Jírovec v Šumné u Litvínova – chráněný strom
- Lipová alej v Mostě – chráněná alej u Oblastního muzea v Mostě
- Lípa v Lužici (okres Most) – chráněný strom
- Lípy v Horní Vsi u Litvínova – chráněné stromy
- Lípy v Janově u Litvínova – chráněné stromy
- Lípa v Meziboří (Potoční ulice) – chráněný strom
- Lípa v Meziboří (Okružní ulice) – chráněný strom
- Žeberská lípa – nejstarší strom v okrese Chomutov